# Mordechai Gur
O tenente-general Mordechai "Motta" Gur (em hebraico:  מרדכי "מוטה" גור) (6 de maio de 1930 - 16 de julho de 1995) eram um político Israelense e 10º Chefe de Gabinete do IDF. Durante a Guerra dos Seis Dias (1967), ele comandou a divisão que penetrou no Old City de Jerusalém e transmitir as famosas palavras, "O Monte do Templo está em nossas mãos!" (em hebraico:  הר הבית בידינו, Har HaBayit BeYadeinu). Como Chefe de Gabinete, ele foi responsável pelo planejamento e execução Operação Entebbe (1976) para libertar reféns judeus em Uganda. Mais tarde, ele entrou no Knesset e ocupou várias pastas ministeriais.
Contraiu câncer terminal e cometeu suicídio na idade de 65 anos.

## Carreira militar
Gur nasceu em Jerusalem e mais tarde se juntou ao Palmach Haganah (O grupo armado subterrânea dos judeus na Mandato Britânico da Palestina). Ele continuou a servir em uma capacidade militar com a fundação da Forças de Defesa de Israel (IDF) durante a Guerra árabe-israelense de 1948 em 1948.
No IDF, Gur servido no pára-quedistas Brigada maior parte de sua carreira e se tornou um dos símbolos da brigada "boina vermelha". Durante os anos 1950 ele era um company comandante sob o comando do Ariel Sharon. Ele foi ferido durante uma counter-terror invadir em Khan Yunis em 1955 e recebeu uma recomendação de honra do Chefe de Gabinete Moshe Dayan. Em 1957, foi nomeado ajudante do comandante da brigada. Depois de servir nesta posição Gur foi estudar na École Militaire em Paris.
Em 1966 Gur foi apontado como o comandante do 55º (Reserve) Pára-quedistas da Brigada, que ele liderou durante a Guerra dos Seis Dias. Gur e suas tropas faziam parte da força de assalto, que arrancou Jerusalem de Jordanianos, e que foram os primeiros a visitar o Western Wall e a Temple Mount. As imagens de pára-quedistas chorando na gravação de áudio do Muro e Gur nas redes de comunicação, "O Monte do Templo está em nossas mãos!" (em hebraico:  !הר הבית בידינו,Har HaBayit BeYadeinu!), Tornou-se um dos símbolos mais tocantes da guerra ao público israelense.

## Morte
Em 1995, Gur ficou gravemente doente com câncer terminal. Ele cometeu suicídio com um revólver em 16 de julho de 1995, aos 65 anos de idade.
Área 21, uma base militar na planície de Sarom, foi renomeado em sua honra (acampamento Motta Gur).
Dentro do Modiin uma rua e uma escola foi nomeado após Gur.